# فلپس سیتی (میسوری)
فلپس سیتی (به انگلیسی: Phelps City) یک منطقهٔ مسکونی در ایالات متحده آمریکا است که در شهرستان اچیسون، میزوری واقع شده‌است. فلپس سیتی ۲۴ نفر جمعیت دارد و ۲۷۱٫۸۸ متر بالاتر از سطح دریا واقع شده‌است.